# Hypsicera seta
Hypsicera seta là một loài tò vò trong họ Ichneumonidae.